# Александра Ангел
Александра Ніколета Ангел (рум. Alexandra Nicoleta Anghel; нар. 28 червня 1997) — румунська борчиня вільного стилю, бронзова призерка чемпіонату світ, чемпіонка, срібна та бронзова призерка чемпіонатів Європи.

## Життєпис
Боротьбою почала займатися з 2009 року. У 2017 році стала бронзовою призеркою чемпіонату Європи серед юніорів. Того ж року такого ж результату досягла на чемпіонату світу серед юніорів і на чемпіонату Європи серед молоді. Наступного року завоювала срібну медаль чемпіонату світу серед молоді та бронзову нагороду чемпіонату Європи серед молоді.
Виступає за борцівський клуб ЦСУ Крайова. Тренер — Аурель Чимпоеру.

## Спортивні результати на міжнародних змаганнях

### Виступи на Чемпіонатах світу
| Змагання                        | Збірна  | Вагова категорія          | Місце  |
| ------------------------------- | ------- | ------------------------- | ------ |
| Чемпіонат світу з боротьби 2018 | Румунія | жіноча боротьба, до 72 кг | 15     |
| Чемпіонат світу з боротьби 2019 | Румунія | жіноча боротьба, до 72 кг | 8      |
| Чемпіонат світу з боротьби 2022 | Румунія | жіноча боротьба, до 72 кг | Бронза |
| Чемпіонат світу з боротьби 2023 | Румунія | жіноча боротьба, до 68 кг | 21     |

### Виступи на Чемпіонатах Європи
| Змагання                         | Збірна  | Вагова категорія          | Місце  |
| -------------------------------- | ------- | ------------------------- | ------ |
| Чемпіонат Європи з боротьби 2018 | Румунія | жіноча боротьба, до 72 кг | Бронза |
| Чемпіонат Європи з боротьби 2019 | Румунія | жіноча боротьба, до 72 кг | 4      |
| Чемпіонат Європи з боротьби 2022 | Румунія | жіноча боротьба, до 72 кг | 5      |
| Чемпіонат Європи з боротьби 2023 | Румунія | жіноча боротьба, до 72 кг | Золото |
| Чемпіонат Європи з боротьби 2024 | Румунія | жіноча боротьба, до 72 кг | Срібло |

### Виступи на Європейських іграх
| Змагання              | Збірна  | Вагова категорія          | Місце |
| --------------------- | ------- | ------------------------- | ----- |
| Європейські ігри 2019 | Румунія | жіноча боротьба, до 68 кг | 7     |

### Виступи на Кубках світу
| Змагання                    | Збірна  | Вагова категорія | Місце |
| --------------------------- | ------- | ---------------- | ----- |
| Кубок світу з боротьби 2018 | Румунія | команда          | 7     |

### Виступи на Кубках Європейських націй
| Змагання                                 | Збірна  | Вагова категорія | Місце |
| ---------------------------------------- | ------- | ---------------- | ----- |
| Кубок Європейських націй з боротьби 2016 | Румунія | команда          | 4     |

### Виступи на інших змаганнях
| Змагання                                                       | Збірна  | Вагова категорія          | Місце  |
| -------------------------------------------------------------- | ------- | ------------------------- | ------ |
| Меморіал Іона Корнеану 2015                                    | Румунія | жіноча боротьба, до 63 кг | Золото |
| Henri Deglane Challenge 2015                                   | Румунія | жіноча боротьба, до 63 кг | Бронза |
| Henri Deglane Challenge 2016                                   | Румунія | жіноча боротьба, до 69 кг | Бронза |
| Турнір Яшара Догу 2017                                         | Румунія | жіноча боротьба, до 69 кг | Бронза |
| Кубок Алроси 2017                                              | Румунія | команда                   | Срібло |
| Klippan Lady Open 2018                                         | Румунія | жіноча боротьба, до 72 кг | 5      |
| Відкритий чемпіонат Польщі з боротьби 2018                     | Румунія | жіноча боротьба, до 72 кг | Бронза |
| Henri Deglane Challenge 2019                                   | Румунія | жіноча боротьба, до 76 кг | 5      |
| Klippan Lady Open 2019                                         | Румунія | жіноча боротьба, до 72 кг | 7      |
| Меморіал Іона Корнеану і Ладислава Сімона 2019                 | Румунія | жіноча боротьба, до 72 кг | Золото |
| Турнір Олександра Медведя 2019                                 | Румунія | жіноча боротьба, до 68 кг | Бронза |
| Турнір Яшара Догу 2020                                         | Румунія | жіноча боротьба, до 68 кг | Бронза |
| Чемпіонат Румунії з боротьби 2020                              | Румунія | жіноча боротьба, до 72 кг | Золото |
| Київський Міжнародний турнір з боротьби 2021                   | Румунія | жіноча боротьба, до 68 кг | 11     |
| Олімпійський кваліфікаційний турнір з боротьби 2020 (Будапешт) | Румунія | жіноча боротьба, до 68 кг | 10     |
| Турнір Яшара Догу 2022                                         | Румунія | жіноча боротьба, до 72 кг | Бронза |
| Меморіал Маттео Пелліконе 2022                                 | Румунія | жіноча боротьба, до 72 кг | Бронза |
| Турнір Ібрагіма Мустафи 2023                                   | Румунія | жіноча боротьба, до 68 кг | 17     |
| Меморіал Імре Поляка та Яноша Варги 2023                       | Румунія | жіноча боротьба, до 68 кг | Бронза |
| Меморіал Іона Корнеану і Ладислава Сімона 2023                 | Румунія | жіноча боротьба, до 68 кг | Золото |
| Олімпійський кваліфікаційний турнір з боротьби 2024 (Баку)     | Румунія | жіноча боротьба, до 68 кг | 4      |
| Олімпійський кваліфікаційний турнір з боротьби 2024 (Стамбул)  | Румунія | жіноча боротьба, до 68 кг | 4      |

### Виступи на змаганнях молодших вікових груп
| Змагання                                            | Збірна  | Вагова категорія          | Місце  |
| --------------------------------------------------- | ------- | ------------------------- | ------ |
| Чемпіонат Європи з боротьби серед кадетів 2013      | Румунія | жіноча боротьба, до 56 кг | 13     |
| Чемпіонат світу з боротьби серед кадетів 2013       | Румунія | жіноча боротьба, до 56 кг | 5      |
| Чемпіонат Європи з боротьби серед кадетів 2014      | Румунія | жіноча боротьба, до 60 кг | 11     |
| Чемпіонат світу з боротьби серед кадетів 2014       | Румунія | жіноча боротьба, до 60 кг | 8      |
| Чемпіонат Європи з боротьби серед юніорів 2016      | Румунія | жіноча боротьба, до 67 кг | 8      |
| Балканський чемпіонат з боротьби серед юніорів 2016 | Румунія | жіноча боротьба, до 63 кг | Срібло |
| Чемпіонат Європи з боротьби серед юніорів 2017      | Румунія | жіноча боротьба, до 67 кг | Бронза |
| Чемпіонат світу з боротьби серед юніорів 2017       | Румунія | жіноча боротьба, до 67 кг | Бронза |
| Чемпіонат Європи з боротьби серед молоді 2016       | Румунія | жіноча боротьба, до 63 кг | 5      |
| Чемпіонат Європи з боротьби серед молоді 2017       | Румунія | жіноча боротьба, до 69 кг | Бронза |
| Чемпіонат світу з боротьби серед молоді 2017        | Румунія | жіноча боротьба, до 69 кг | 11     |
| Чемпіонат Європи з боротьби серед молоді 2018       | Румунія | жіноча боротьба, до 72 кг | Бронза |
| Чемпіонат світу з боротьби серед молоді 2018        | Румунія | жіноча боротьба, до 72 кг | Срібло |
| Чемпіонат Європи з боротьби серед молоді 2019       | Румунія | жіноча боротьба, до 72 кг | 4      |
| Чемпіонат світу з боротьби серед молоді 2019        | Румунія | жіноча боротьба, до 72 кг | 5      |